# Prințul Friedrich Karl al Prusiei
Prințul Friedrich Karl Nicolaus al Prusiei (20 martie 1828 – 15 iunie 1885) a fost fiul Prințului Carol al Prusiei (1801–1883) și al soției lui, Prințesa Maria de Saxa-Weimar-Eisenach (1808–1877). Prințul Friedrich Karl a fost nepotul regelui Frederic Wilhelm al III-lea al Prusiei. S-a născut la Schloss Klein în Berlin.

## Biografie

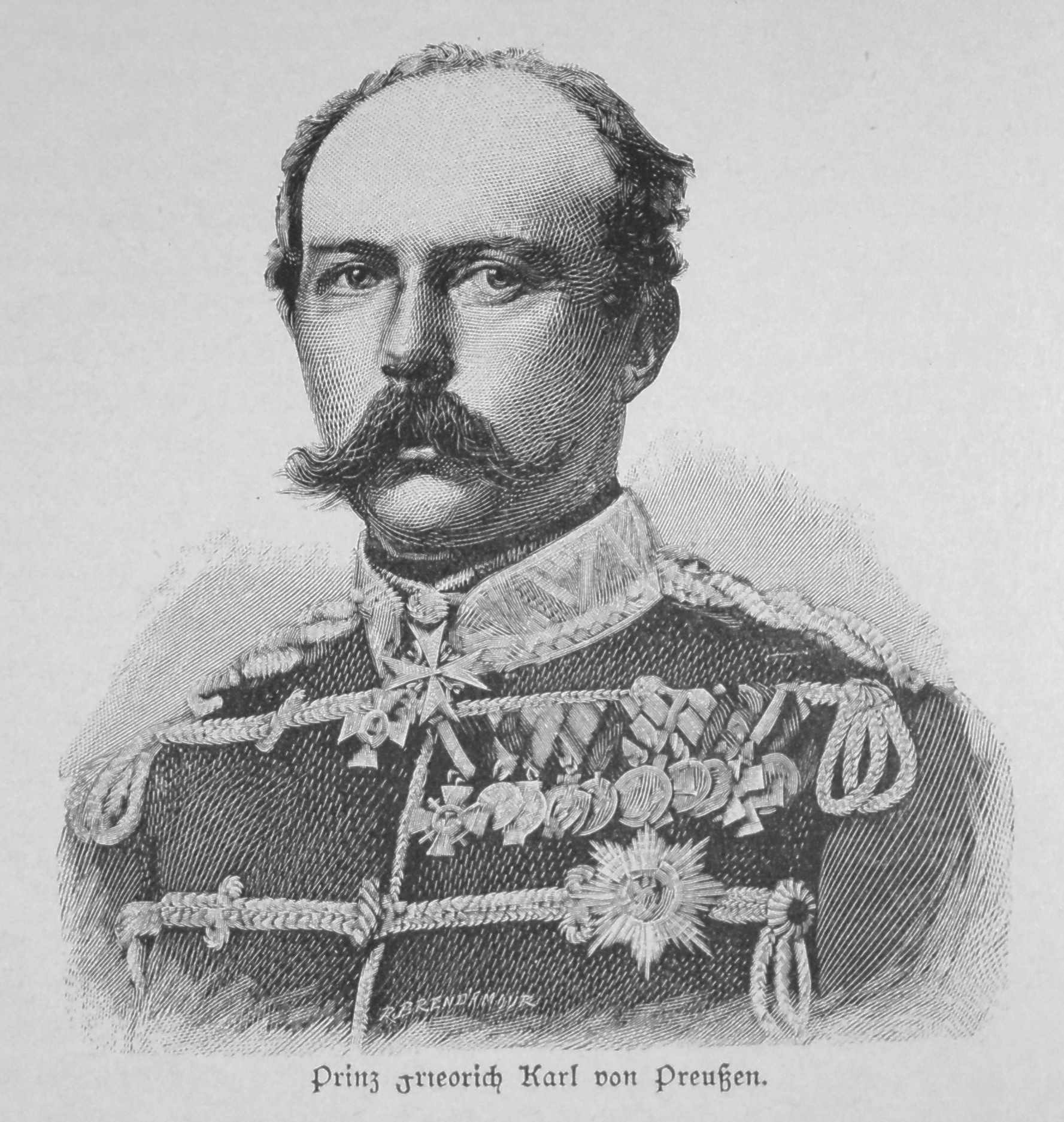
Prințul Friedrich Karl al Prusiei de Richard Brend'amour

De la 1842 la 1846, Friedrich Karl a fost sub tutela militară a maiorului de atunci Albrecht Graf von Roon, care l-a însoțit pe prinț la Universitatea din Bonn în 1846. După studii, prințul a servit în funcția de căpitan în timpul Primului război Schleswig din 1848. Promovat la rang de maior el a luat parte la campania din Baden în timpul căreia a fost rănit. În anii următori de pace a fost promovat la gradul de colonel în 1852, general-maior în 1854 și general locotenent în 1856.
În 1860, prințul a publicat o carte militară intitulată, "Eine militärische Denkschrift von P. F. K.". Promovat la rangul de General der Kavallerie, prințul a luat parte la Al Doilea Război Schleswig din 1864 împotriva Danemarcei, unde a deținut comanda trupelor prusace.
El a servit cu distincție în Războiul austro-prusac, unde a comandat Armata I. 
La izbucnirea războiului franco-prusac, prințul a primit comanda Armatei a doua, cu care el s-a distins în bătălia de la Spicheren și în luptele de la Vionville-Mars le Tour și Gravelotte-St.Privat și Asediul de la Metz. După căderea orașului Metz, armata sa a fost trimisă la Loire pentru a goli zona din jurul orașului Orléans, unde trupele franceze, inițial sub comanda lui Louis d'Aurelle de Paladines, apoi sub Antoine Chanzy, încercau să mărșăluiască spre nord pentru a elibera Parisul. El a câștigat bătăliile de la Orleans și Le Mans. Pentru serviciile sale, a fost promovat la rangul de Generalfeldmarschall. După război, Prințul a fost numit inspector-general și a primit rangul de feldmareșal al Rusiei de către țarul Alexandru al II-lea al Rusiei.

### Familie și copii
La 29 noiembrie 1854 la Dessau el s-a căsătorit cu Prințesa Maria Anna de Anhalt-Dessau (1837–1906), fiica Ducelui Leopold al IV-lea de Anhalt. Împreună au avut cinci copii: 
| Nume                                                        | Naștere | Deces | Note |
| ----------------------------------------------------------- | ------- | ----- | --- |
| Prințesa Marie Elisabeth Luise Friederike a Prusiei         | 1855    | 1888  | căsătorită prima dată cu Prințul Henric al Țărilor de Jos și a doua oară cu Prințul Albert de Saxa-Altenburg. Din a doua căsătorie a avut două fiice.                        |
| Prințesa Elisabeta Anna a Prusiei                           | 1857    | 1895  | căsătorită cu Frederic Augustus al II-lea, Mare Duce de Oldenburg. A avut două fiice.                                                                                        |
| Prințesa Anna Victoria Charlotte Augusta Adelheid a Prusiei | 1858    | 1858  | |
| Prințesa Luise Margarete Alexandra Victoria Agnes a Prusiei | 1860    | 1917  | căsătorită cu Prințul Arthur, Duce de Connaught și Strathearn. A fost bunica reginei Ingrid a Danemarcei și străbunica actualului monarh al Suediei, regele Carl XVI Gustaf. |
| Prințul Joachim Carl Wilhelm Friedrich Leopold al Prusiei   | 1865    | 1931  | căsătorit cu Prințesa Louise Sophie de Schleswig-Holstein-Sonderburg-Augustenburg. A avut patru copii.                                                                       |

## Arbore genealogic
1. ↑  Czech National Authority Database, accesat în 1 martie 2022